# Mrs. Einstein
Mrs. Einstein es un grupo pop femenino neerlandés formado por Linda Snoeij, Marjolein Spijkers, Saskia van Zutphen, Suzanne Venneker y Paulette Willemse.
El grupo se formó en 1989 aunque en la actualidad está formado por: Joke van der Hoek, Saskia van Zutphen y Paulette Willemse.
El grupo representó a Holanda en el Festival de la Canción de Eurovisión 1997, en Dublín, Irlanda. Actuaron en 8.º puesto y cantaron Niemand Heeft Nog Tijd. Salieron a escena con unos vestidos con estampados tribales blancos y, a pesar de defender con fuerza su canción, solo consiguieron el puesto 22 y 5 puntos.